# Liste des lacs en Guinée équatoriale
La liste des lacs en Guinée équatoriale répertorie la liste non exhaustive des lacs présents sur le territoire équato-guinéen.

## Lacs notoires et catégories de lacs présents dans le pays
Le pays ne possède que deux lacs de cratères situés sur les reliefs de sa partie insulaire. Ces lacs sont situés sur l'île Annobon, la plus petite île en Guinée équatoriale.